# 马来西亚Astro电视台贺岁专辑
马来西亚Astro电视台贺岁专辑是由马来西亚的Astro电视台所制作的农历新年中文贺岁专辑。该电视台所原创歌曲于马新一带非常受欢迎，并深受喜爱。该电台于2026年制作的 专辑一度卖断市，其主题曲在YouTube观看次数近6百万。
该系列的所有贺岁专辑是由磷韵安所作词作曲，并且其初作开启了马来西亚新时代的新年歌时代。

## 发展历史
2007年，邓智彰正式退出八大巨星，成为幕后制作人。当时他正为八大巨星、M-Girls和巧千金的贺岁专辑担当制作人，因此威扬集团（星乐娱乐集团前身）本身在2008年原本推出的贺岁专辑只有4张。由于Astro高层本身希望他们的电视台也可以有一张属于自己的贺岁专辑，并且兜兜转转找到威扬集团和邓智彰（因为MY FM成为了威扬集团在云顶的新年演唱会的一个指定电台，并且威扬集团在没有收购之前，是一家财势力强的唱片公司，再加上邓智彰带领制作的八大巨星也受到热捧），恳请要求邓智彰帮忙Astro制作贺岁专辑并且写一首主打歌。邓智彰面对他制作的4张贺岁专辑的压力，让邓智彰琢磨着，因为他只有三个星期的时间来创作。但皇天不负有心人，幸好他已累积不少相关经验，他只用一天时间完成了Astro贺岁歌曲传唱度更高的歌曲——《大团圆》。因此决定开始制作，这让Astro贺岁专辑开启了一个新的起点。
2008年，Astro和威扬集团联合发布《My Astro 快乐到鼠大团圆》专辑，在Astro各个电视台及电台持续播放及插播广告宣传该专辑主题曲《大团圆》，开启了马来西亚电台以自家主持人主唱新年歌专辑时代。该专辑于2008年荣登最畅销贺岁专辑之榜首。
2009年，Astro再和威扬集团联手星乐娱乐集团合作制作《My Astro 牛转乾坤庆团圆》，聚集了Astro和MY FM成员一起录制专辑，并且参与艺人有比2008年明显地少。。
2010年，余仁生在电影《大日子》成为赞助商，因此余仁生除了为电影赞助之外，也开始首次和Astro和星乐娱乐集团一起合作，赞助了这张《舞虎扬威大日子》贺岁专辑。而Astro为了给Astro Life的用户惊喜，在原本这张贺岁专辑里面，提供12首贺岁歌曲DVD，其中2首歌曲是Astro Life用户才可以得到，也是非卖品。这两首歌分别是《团团和圆圆》（林晓青、陈镇藩、William莫瑞隽+10位小朋友（小宝黄智贤）演唱）和《招财进宝》（周蕊丽、李斯伟、李惠芳、陈鸿演唱）。
2019年，Astro在其专辑《万象更新 勇气棒嘟嘟》让邓智彰给艺人、电台DJ、主播和主持人等等一个再度翻唱以往的新年歌的机会，而邓智彰也邀请来自韩国的音乐编曲人朋友Quasimodo 改编《开心过年》及《天天好天》。
2020年，Astro联合旗下电台MY、MELODY及GoXuan的60位艺人一同录制《迎新来Say Cheese 好运鼠于你》，该专辑以“发现幸福”为主题编曲。
2021年，Astro于2020年12月23日举办《心连心希望 元气满满Moo Moo哒》专辑推介礼，希望在新冠疫情期间传达“只要有心有爱，距离不是问题，心心相连希望不灭，齐心即能走出光明路，释放满满元气能量”的讯息。并且MY的电台DJ林德荣所创办的公司映暒电影制作有限公司（The Film Engine）声称他正式投资这张贺岁专辑。
2022年，Astro、多媒体娱乐集团和映暒电影制作有限公司已经开始了《一跃前进旺兔GOLD！》贺岁专辑的主打歌的拍摄。而Astro本身也特别首次录制圣诞歌曲《圣诞老人不上班》，也是首次尝试把圣诞歌曲收录在贺岁专辑。
2023年，Astro和多媒体娱乐为庆祝开心龙在2012年推出之后，因应2024年龙年而重新在当年《开心过年》全马跑透透的MV致敬，因此主打歌的MV《开心龙龙Way》特别找了几个州属进行拍摄。

## 贺岁专辑
| 年份 | 生肖 | 专辑名称                               | 主题曲                    | 发行公司                                                   | 专辑歌曲 |
| ---- | ---- | -------------------------------------- | ------------------------- | ---------------------------------------------------------- | --- |
| 2008 | 鼠   | My Astro 快乐到鼠大团圆                | 《大团圆》                | 威扬集团有限公司                                           | CD + VCD + DVD 1. 大团圆 2. 新的一年 3. 幸福歌谣 4. 恭喜大家新年好 5. 春之晨 6. 喜气洋洋 + 花开富贵满华堂 7. 新年热闹闹 8. 大家唱首新年歌 9. 喜庆新年乐 10. 迎春花 + 万事如意 |
| 2009 | 牛   | My Astro 牛转乾坤庆团圆                | 《庆祝》                  | 星乐娱乐集团 威扬集团有限公司                              | CD + VCD + DVD 1. 庆祝 2. 发大财 3. 小拜年 4. 新年万万岁 5. 祝福你（粤语） 6. 大地回春 + 新年好 7. 万事大吉祥 8. 庙宇朝拜 9. 嘻嘻哈哈过新年 10. 大团圆（古装版） |
| 2010 | 虎   | My Astro 舞虎扬威大日子                | 《大日子》                | 星乐娱乐集团有限公司                                       | CD + VCD + DVD 1. 大日子 (电影 "大日子Woohoo" 主题曲) 2. 发财发财 / 贺新年 3. 恭喜恭喜 4. 一路发（改编自八大巨星《气势如虹》） 5. 惜福（第二主打） 6. 迎春花 / 财神到 7. 新年喜洋洋 8. 我的新年台 9. 快乐讯号 10. 除夕合家欢 / 十大财神到我家 11. 大日子 (剧场版) (Bonus Track，只收录在CD+DVD） Astro Life用户加码赠送DVD 1. 大日子 (电影 "大日子Woohoo" 主题曲) 2. 发财发财 / 贺新年 3. 恭喜恭喜 4. 一路发（改编自八大巨星《气势如虹》） 5. 惜福（第二主打） 6. 迎春花 / 财神到 7. 新年喜洋洋 8. 我的新年台 9. 快乐讯号 10. 除夕合家欢 / 十大财神到我家 11. 大日子 (剧场版) (Bonus Track，只收录在CD+DVD） 12. 团团圆圆 13. 招财进宝 |
| 2011 | 兔   | My Astro 天天好天好福气                | 《福气》                  | 星乐娱乐集团有限公司                                       | CD + VCD + DVD 1. 福气 2. 万鼓迎春到 3. 爆竹一声大地春 + 欢迎新年到 4. 又是一个好新年（福建，改编自八大巨星《霸气如虹迎新年》） 5. 天天好天 (电影 "天天好天" 主题曲) 6. 恭喜发财 7. 新年童趣 8. 欢乐年年 + 恭喜你 9. 大拜年 + 拜天公 + 庆元宵 10. 大家恭喜 限量版CD + DVD 1. 福气 2. 万鼓迎春到 3. 爆竹一声大地春 + 欢迎新年到 4. 又是一个好新年（福建，改编自八大巨星《霸气如虹迎新年》） 5. 天天好天 (电影 "天天好天" 主题曲) 6. 恭喜发财 7. 新年童趣 8. 欢乐年年 + 恭喜你 9. 大拜年 + 拜天公 + 庆元宵 10. 大家恭喜 11. 福气（加长剧情版，只收录在限量版DVD）                                                                        |
| 2012 | 龙   | My Astro 开心乐龙龙                    | 《开心过年》              | Astro， HiT娱乐                                            | DVD（非卖品，随购买公仔附赠） 1. 开心乐龙龙 Remix (开心乐龙龙2012除夕现场主题曲) 2. 开心过年 |
| 2013 | 蛇   | My Astro 全民贺岁 Ulala                | 《全民过年 Ulala》        | Astro，多媒体娱乐，HiT娱乐                                 | CD + DVD 1. 全民过年 Ulala 2. 鸿运当头 + 招财进宝 3. 大赢家 4. 得意洋洋 5. 大地回春 6. 大日子 / 惜福 / 天天好天（合唱团） |
| 2014 | 马   | My Astro 马力全开庆丰年 一路有你梦飞扬 | 《梦想动起来》            | Astro，多媒体娱乐，HiT娱乐                                 | CD + DVD 1. 梦想动起来 2. Kuda Kuda 3. 春脸红 + 春花齐放 4. 富贵年 5. 新鲜 6. 好心得好报 7. 祝福你恭喜你 8. 红彤彤 9. 敲锣打鼓迎新岁 10. 大团圆 + 庆祝 + 梦想动起来（合唱团） 11. 开心乐龙龙 Remix (Bonus Track，只收录在DVD） |
| 2015 | 羊   | My Astro 嘻嘻哈哈喜洋洋                | 《嘻嘻哈哈喜洋洋》        | Astro，多媒体娱乐，HiT娱乐                                 | CD + DVD 1. 嘻嘻哈哈喜洋洋 2. 恭喜發財 Oh MY Goat 3. 高唱 Happy 年 4. 禧賀新一年 5. 大地回春萬象新 6. 財神送來歡喜年 7. 春風吻上誰的臉 |
| 2016 | 猴   | My Astro 猴爷大盛年                    | 《大盛年》                | Astro，多媒体娱乐，HiT娱乐                                 | CD + DVD 1. 大盛年 2. 万事如意乐陶陶 3. 好啊好啊好犀利 4. 心想事成有着数 5. 摇出欢喜好运气 6. 春天又来了 7. 童童欢乐年 |
| 2017 | 鸡   | My Astro 人人有转机                    | 《人人有转机》            | Astro，多媒体娱乐，美泰                                    | CD + DVD 1. 人人有转机 2. 圆满团圆饭 3. 新的一年咚咚锵 4. 新年样样好 5. 嘻嘻哈哈快乐年 6. 家和万事兴 7. 人人有转机 (合家欢) 8. 人人有转机（音乐剧版）（Bonus Track） |
| 2018 | 狗   | 活出自己 快乐 Whoopee                  | 《活出自己 快乐 Whoopee》 | Astro，多媒体娱乐，美泰                                    | CD + DVD 1. 活出自己 快乐Whoopee 2. 春花齐放喜迎春 3. 唱首新年歌 4. 好话无惊讲 5. 石油红包 6. 欢迎新年到 7. 我们（《大大哒》电影主题曲，Bell宇田演唱）（Bonus Track） |
| 2019 | 猪   | 万象更新 勇气棒嘟嘟                    | 《勇气棒嘟嘟》            | Astro，多媒体娱乐，美泰                                    | CD + DVD 1. 勇气棒嘟嘟 2. 大团圆 3. 开心过年（Quasimodo 改编） 4. 惜福 5. 大日子 6. 天天好天（Quasimodo 改编） 7. 万象更新庆团圆 8. 你的笑，我的幸福（《大地回春（2019年电影)》电影主题曲，梁祖仪演唱）（Bonus Track） |
| 2020 | 鼠   | 迎新来 Say Cheese 好运鼠于你           | 《好运鼠于你》            | Astro，多媒体娱乐，美泰                                    | CD + USB 1. 好运鼠于你 2. 圆圆圈 3. 祝你Happy New Year 4. 欢庆新一年 5. 数不尽的美好 6. 今年要比去年好 DVD + MV 1. 好运鼠于你 2. 圆圆圈 3. 祝你Happy New Year |
| 2021 | 牛   | 心连心希望 元气满满Moo Moo哒           | 《元气满满Moo Moo哒》     | Astro、多媒体娱乐、映暒电影制作有限公司（The Film Engine） | CD + DVD + USB 1. 元气满满Moo Moo哒 2. 今年全Cow你 3. 一起Cow Cow Moo 4. 年盼 5. 好运飘呀飘 6. 牛Year越来越好 7. 新年来报到 (GO Shop)（Bonus Track） 8. 恭喜你 (《英雄假期》电影主题曲)（Bonus Track） 9. Let's Get Loud（Bonus Track） |
| 2022 | 虎   | Ü虎加把劲 家家万事兴                   | 《Ü虎加把劲》             | Astro、多媒体娱乐、映暒电影制作有限公司（The Film Engine） | CD + DVD + USB 1. Ü虎加把劲 2. 虎虎 Gongxi Bersama 3. 虎你過好年 4. 百分百动起来 5. 佳年 6. 春回大地贺新年 7. 虎瑞 Hooray 好福气 |
| 2023 | 兔   | 一跃前进旺兔GOLD！                     | 《旺兔GOLD》              | Astro、多媒体娱乐、映暒电影制作有限公司（The Film Engine） | CD + DVD + USB 1. 旺兔GOLD 2. 噼哩啪啦過好年 3. 如約回家 4. 致今年 5. 一起來過新年 6. Heng Heng Huat Huat 7. 新年Too Happy (GO Shop)（Bonus Track） 8. 聖誕老人沒上班（Bonus Track） 9. 旺兔GOLD（纯音乐舞蹈版MV）（Bonus Track） |
| 2024 | 龙   | 开心龙龙Way                            | 《Happy龙龙Way》          | Astro，多媒体娱乐，MK集团，PMP 环宇娱乐                    | CD + DVD + USB 1. Happy龙龙Way 2. 有福 3. 一条龙 4. 过大大的年 |
| 2025 | 蛇   | 喜乐乐SHARE丰年                        | 《SHARE丰年》             | Astro，多媒体娱乐，MK集团，PMP 环宇娱乐                    | CD + DVD + USB 1. SHARE丰年 2. 魔法新年 3. 一起发达发达啦 4. 乎你赚够够 |
| 2026 | 马   | 欢福 美福                              | 《 》                     | Astro，多媒体娱乐，MK集团，PMP 环宇娱乐                    | |

## 合集
- 《开心乐龙龙 - MY Astro 新年万人MV》 为 Astro 在 2012 年 配合《开心乐龙龙》专辑演唱的歌曲。其翻唱了《开心过年》、《大团圆》、《大日子》、《新年好》、《爆竹一声大地回春》（福建）、《贺新年》、《天天好天》、《庆祝》、《恭喜恭喜》、《春风吻上我的脸》、《恭喜发财》、《招财进宝》、《财神到》、《大拜年》和《财神到》（粤语）。
- 万象更新庆团圆 为 Astro 在 2019 年《万象更新　勇气棒嘟嘟》专辑内收录的歌曲，其翻唱了《大团圆》、《大日子》、《惜福》、《天天好天》和《开心过年》，并在最后以该年主题曲《勇气棒嘟嘟》结束。
- “Astro十二年贺岁专辑主题曲一次过唱给你听！” 为 Astro 在 2019 年“迎春接福大庆典”的联合歌曲。其翻唱了Astro电台在过去12年所翻唱的所有新年歌。

## 被翻唱的Astro主打歌

### 吕俊梁部分
2011年，吕俊梁在Astro《天天好天好福气》发行后，翻唱了这张贺岁专辑里头，为Astro新秀创作的《新年童趣》。
2012年，因Astro开启全民计划，不找吕俊梁写歌，让吕俊梁把之前为Astro写的四首歌曲并Remix起来保留歌手母带并混音，里面包括了《新的一年》、《新年万万岁》、《快乐讯号》和《新年童趣》。而整首歌由吕俊梁亲自Remix亲自编曲并名为《新年齐齐秀》。2015年，M-Girls翻唱并改名为《新年秀》，收录至《新春佳期》贺岁专辑。此外，吕俊梁亲自Remix的另一首新年歌组曲《凑凑热闹闹》也有翻唱这四首歌。
2017年，罗翎允率领的优品质群星和音乐连线旗下的音乐学院童星，同时翻唱同一首由吕俊梁在2009年为Astro新秀创作的《新年万万岁》。之后在2023年被阿妮，龚建华，卢信宥和另外两位男网红Dennis Lim Ming 林铭和Aluk 榴莲zaii翻唱，收录在阿妮贺岁专辑《发发发发发》。同一年，锺盛忠同时在Youtube发布了他演唱的《新年万万岁》，后收录在他和锺晓玉的2024年贺岁专辑《帅气漂亮发大财》成为Bonus Track。
2018年，巧千金翻唱了吕俊梁在2011年为Astro新秀创作的《新年童趣》，收录至《满满丰盛》贺岁专辑。同时间这首贺岁歌曲也被唱片公司音乐连线旗下的音乐学院童星翻唱。2021年，锺盛忠和锺晓玉也开始在他们的贺岁专辑《SWAG 新年》里，连同他们的侄女合唱了这首《新年童趣》。而这张贺岁专辑也同时唱了吕俊梁在2008年为Astro写的作品《新的一年》。之后2024年，阿妮、巧千金成员Miko和Viki、龚建华及卢信宥翻唱《新的一年》和《开心年》成为组曲，收录在《桃花开开开》贺岁专辑。
Astro在2014年发行《马力全开庆丰年》并以后不再和吕俊梁合作的几年后的2019年，锺盛忠和锺晓玉再度翻唱吕俊梁在2014年为Astro新秀写的歌《新鲜》。直到有粉丝透露这是Astro的贺岁歌曲让锺盛忠知道后，他们在被电台MY采访时，直到翻唱版的《新鲜》播出后，对着DJ符雁蓉声称他们翻唱的《新鲜》其实是Astro的作品。

### 其他部分兼改编
2022年，阿妮发布了贺岁专辑《团团和圆圆》，主打歌《团团和圆圆》则是改编自同名曲目（2010年收录在《舞虎扬威大日子》贺岁专辑 Astro Life特别版，由Astro小太阳群星演唱，邓智彰词曲，是非卖品的专辑，并且特别收录。而Astro在2014年的贺岁歌曲《红彤彤》，再由吕俊梁改编歌词。），改编副歌的部分。而这首歌也获得邓智彰的制作，并且阿妮邀请了龚建华和卢信宥一起合唱。同年，Astro欢喜台为让节目《就是爱欢喜》有属于自己的主题曲，黄一飞则使用《虎你过好年》的曲来二度改编成同名主题曲。

### 第一主打歌翻唱
2023年，阿妮和她的音乐课室学生翻唱2008年Astro推出的成名第一主打歌《大团圆》，之后也在这首歌添加了念白，收录在她的2024年个人贺岁专辑《桃花开开开》。
2024年，阿妮，Miko，Viki和童星麦霸参赛者翻唱2010年Astro推出的另一首成名主打歌《惜福》，收录在她的2025年个人贺岁专辑《蛇兄弟》。

## 备注
1. ↑  四千金在2008年发行的贺岁专辑，收录的除了是历年精选，还有没有被正规专辑所收录的歌。所以邓智彰当时只制作3张全新的贺岁专辑而已。
2. ↑  此专辑的些许歌曲采用了M-Girls、四千金和八大巨星的卡拉版本。
3. ↑  此歌曲原版改编自《团团和圆圆》，收录在Astro《舞虎扬威大日子》贺岁专辑，2010年发行，由邓智彰词曲。而这张专辑原版只收录10首歌曲，Astro Life用户版本则附送两首贺岁歌曲，这首是其中一首。

## 外部連結
- 大马 MY ASTRO 12 首历年新年主打歌-- 完整歌词 （页面存档备份，存于）
- Astro《万象更新》贺岁专辑　集体回忆为概念 （页面存档备份，存于）
- Astro贺岁专辑卖断市! 主题曲观看次数近6百万![]
- Astro贺岁专辑正式上架！陈豪陈凯琳来马拜年 （页面存档备份，存于）
- Astro贺岁专辑造势 陈豪陈凯琳将联同拜年 （页面存档备份，存于）
- 邓智彰黑发做到白发！12张贺岁专辑成集体回忆
- 《万象更新》回忆杀　众艺人不认老